# 禰冝田政信
禰冝田 政信（ねぎた まさのぶ、1951年（昭和26年）11月25日 - ）は、日本の政治家。元愛知県碧南市長（4期）、元碧南市議会議員（3期）。19歳で世界平和統一家庭連合に入信。信仰の厚さと、2008年の市長選出馬以来、議会やメディアに対し関連質問の回答を拒み続けたことで知られる。報道記事では略字表記の「祢宜田」が使われることが多い。

## 来歴
愛知県碧南市生まれ。碧南市立大浜小学校、碧南市立南中学校、愛知県立刈谷高等学校卒業。19歳で統一教会（現・世界平和統一家庭連合）に入信した。禰冝田は教団のイベントでこう証言している。
1976年（昭和51年）、中央大学法学部卒業。鉄鋼製品メーカー、経営コンサルタント会社などに勤務。
1982年（昭和57年）10月14日、統一教会の6000双国際合同祝福結婚式がソウルの蚕室体育館で開催され、5837組の新郎新婦に聖水がふりまかれた。禰冝田も合同結婚式に参加し、文鮮明の指名により韓国人女性と結婚した。1991年（平成3年）、中小企業診断士として独立。
1996年（平成8年）、碧南市議会議員選挙に出馬し初当選。2004年（平成16年）、3期目の当選。2007年（平成19年）、市議会議長に就任。
2008年（平成20年）4月20日に行われた碧南市長選挙に立候補。永島卓市長の後継指名を受けた元市議の鍔本達朗、元市議の生田哲也らを破り初当選を果たした。4月29日、市長就任。
※当日有権者数：54,435人 最終投票率：68.40%（前回比：0.46pts）
| 候補者名   | 年齢 | 所属党派 | 新旧別 | 得票数   | 得票率 | 推薦・支持 |
| ---------- | ---- | -------- | ------ | -------- | ------ | ---------- |
| 禰冝田政信 | 56   | 無所属   | 新     | 15,617票 | 43.12% |            |
| 鍔本達朗   | 55   | 無所属   | 新     | 12,313票 | 34.00% |            |
| 生田哲也   | 70   | 無所属   | 新     | 8,288票  | 22.88% |            |

2012年（平成24年）、無投票により再選。2016年（平成28年）、無投票により3選。
2020年（令和2年）4月、無投票により4選。同年10月10日、天寶入籍の審査に合格し、高位の信者である「天寶家庭」に選ばれた。
2024年（令和6年）4月21日に行われた碧南市長選挙に日本商工連盟碧南支部、愛知県建設組合連合会、碧海農政連盟、大濱漁業協同組合、碧南歯科医師連盟など多数の業界団体の推薦を得て立候補、市長選には禰冝田のほか、元市議の小池友妃子と元市議の鈴木良和が立候補し、16年ぶりの選挙戦となった。投開票の結果、禰冝田は小池に敗れ、次点で落選した。
※当日有権者数：54,914人 最終投票率：57.07%（前回比：pts）
| 候補者名   | 年齢 | 所属党派 | 新旧別 | 得票数   | 得票率 | 推薦・支持 |
| ---------- | ---- | -------- | ------ | -------- | ------ | ---------- |
| 小池友妃子 | 54   | 無所属   | 新     | 14,424票 | 46.95% |            |
| 禰冝田政信 | 72   | 無所属   | 現     | 9,454票  | 30.77% |            |
| 鈴木良和   | 67   | 無所属   | 新     | 6,845票  | 22.28% |            |

## 人物・市政

### 統一教会との関係
- 市長選初出馬の直前、全国霊感商法対策弁護士連絡会（全国弁連）は、統一教会の内部誌『史報』から、禰冝田が統一教会の幹部活動家を意味する集団結婚（合同結婚式）参加者だったことを突き止めた。2008年3月、全国弁連は、「再三違法性が認定されているようなカルト的宗教団体に対して、行政の長としてどう対応する考えなのかを有権者は知る必要がある」などとして、禰冝田に対し、霊感商法などの違法行為から市民をどう守るのかただす公開質問状を送った[2][16]。同年4月1日、禰冝田は「憲法19条、思想及び良心の自由などに関わる事項であり、今後、より公の立場に立とうとする者がコメントすべき事項ではない」などとする回答を送った。全国弁連は不十分だとして再質問状を出した。禰冝田は朝日新聞の取材に「最初の回答がすべて」と話した[2]。

- 2008年4月20日、碧南市長選が実施され、禰冝田が初当選する[18]。同年5月1日、就任記者会見を開催。「統一教会の指示で献金や信者獲得をしたことはありますか」との質問に対し、「いいか悪いか、入っているか入ってないかも含めてコメントすべきではない。宣伝になるかもしれないし、非難するような恰好になるかもしれない」と述べた[25]。

- 2008年6月12日、山口春美市議は市議会本会議で統一教会との関わりについて質問。これに対し、禰冝田は「（信者を）やめたのかやめないのか。そういうことはちょっとコメントしようがない」「こういうことを言い出すと切りがないので、これについてはコメントせずということで今までやってきた」と答弁した[26]。

- 2019年10月6日、常滑市の愛知県国際展示場で、統一教会総裁の韓鶴子を招いた「孝情文化祝福フェスティバル 名古屋4万名大会」が開催[27]。「既成祝福・成婚儀式」も行われた同大会に禰冝田は出席し、壇上に上がった[6]。また、禰冝田と統一教会は大会に先立ち、愛知県知事の大村秀章に祝電を依頼。教団側は大村が送った祝電の内容を韓を称える言葉に密かに改竄した（後述）[28]。

- 2019年12月9日、世界日報社の情報サイト「ビューポイント」に禰冝田のインタビュー記事が掲載された[29]。

- 2020年10月10日、統一教会は「文鮮明天地人真の父母天宙聖和8周年記念行事」と「天地人真の父母聖誕100周年・天宙聖婚60周年記念行事」のフィナーレを飾る「天寶大祝祭」を韓国・清平の清心ワールドセンターで開催。行事はオンラインで結ばれ、天寶大祝祭では、天寶入籍の審査に合格した3205組の家庭（天寶家庭になるには1000万円以上の献金が必要と言われる[30]）に対する「天寶式」が行われた。禰冝田は天寶家庭であることを示す紫の天寶ショールをまとい、オンラインで家族ととともに行事に参加した[21][22]。

- 2021年6月20日、統一教会は「天の父母様聖会 神統一世界安着のための神日本第3地区 希望前進礼拝」を名古屋市守山区竜泉寺の守山研修センターをメイン会場にして開催[11]。禰冝田はこの礼拝に、「天の父母様と天地人真（てんちじんまこと）の父母様に最大限の感謝を申し上げます」「真の父母様のご加護を感じる毎日」とのビデオメッセージを送った[1]。イベントの模様はYouTubeで配信された[1]。日本統一教会は日本国内を5つの地区に分けて統制しており、「神日本第3地区」とは東海地方、北陸信越地方を指している[31]。

- 2021年7月11日、統一教会の関連団体「天宙平和連合（UPF）」主催のサイクリングイベント「ピースロード」が碧南市役所をスタート地点として実施された（ゴールは安城市の明治川神社）。禰冝田は愛知県議会議員の石井拓[注 1]や碧南市議会議員とともに出発式に出席した[33][34]。

- 2021年12月5日、「天宙平和連合（UPF）」の関連イベント「中日本青年希望前進大会『未来創造FESTIVAL2021』」が名古屋市国際展示場で開催[35]。2022年8月26日、禰冝田は同イベントの実行委員会委員長を務めていたことを明らかにした[36]。イベントには天宙平和連合が進める「ピースロード運動」のメンバーを中心に、オンラインも含め13万人が参加したとしており、韓鶴子総裁から寄せられたメッセージが代読された[37]。禰冝田は実行委員長を引き受けたことについて「ほとんど問題はないと認識していた」と強調した。

- 2022年2月27日、統一教会の関連団体「富山県平和大使協議会」の総会が富山県民会館で開催。禰冝田は同会合で記念講演を行った[38][39]。

- 2022年5月1日、統一教会の知立家庭教会は知立市堀切から刈谷市一ツ木町に移転。禰冝田は同日に行われたオープニングの催しに参加し、挨拶した[40]。

- 2022年5月8日、愛知県平和大使協議会東愛知総支部は「アジアと日本の平和を守る東愛知安保大会」を岡崎市民会館の甲山会館で開催。岡崎市民会館の指定管理者が発行する広報誌には、主催者は「世界平和統一家庭連合岡崎家庭教会」であることが明記された[41]。禰冝田は同支部の共同議長として挨拶した。講師を務めた平和大使協議会事務総長の松本康[注 2]が「中国共産党政権に対する現実的な緊急対処をするべきである」と訴えたあと、元岡崎市長の内田康宏が平和大使に任命された[44][45][46][47][34]。

- 2022年7月8日、安倍晋三が奈良市で射殺される事件が発生[48]。7月11日午後からは、日本でも、統一教会と政治家との繋がりが大手メディアで取り沙汰されるようになった[49][50]。実行犯が韓鶴子総裁の殺害を企図して、前述の2019年10月の教団の集会に火炎瓶をもって向かっていたことが供述から明らかとなった[51]。取材や調査が進む中で、大村知事が集会に送った祝電が、韓総裁を賛美する内容に書き換えられていたことが判明した。大村は統一教会に抗議し、教団側は改竄の事実を認め、謝罪した[28][52]。禰冝田は毎日新聞の取材に応じ、祝電の依頼や改竄について「わからない」「知らない」と答えた。自身が信者かどうかについては「ノーコメント」と語った[28]。

- 2022年8月26日、定例記者会見の際、テレビ局の記者が統一教会との関わりについて質問することを市側に伝え、開始を待っていると、市は「9月議会に関連しない質問をするなら、カメラの撮影は許可できない」と説明した。記者が誰の指示かと聞くと、市側は禰冝田の指示だと答えた。会見が始まり、記者が、2021年のイベントで実行委員長を務めたことを質問すると「市長ではなく、個人の政治活動の中でやっている」「教会が悪いと言われる理由が、マスコミの情報からは分からない。国などの調査の状況をみて判断したい」「不祥事だとか法律に反することがあったら、十分やってくださいよ」と答えた[37]。また、関連団体「天宙平和連合」については「米国のトランプ前大統領ら世界中の政治家、宗教家が参加している」と述べ、問題はないとの認識を示した[53]。撮影を許可しなかったことについて、「テレビで放映されると、大勢の人が見てよりよく伝わるからではないか」との声が市民から上がった[37]。

- 2022年9月9日、山口春美市議が市議会定例会で、「市長は統一教会についてどのような教団だと認識しているか」と質問すると、禰冝田は「憲法20条の規定で『政教分離』があり、特定の宗教に対して評価はできない」と回答した[54]。「市長は統一教会の信者か」との質問に対しては回答を拒否した[55]。教団関連のイベントに出席したり、実行委員長を務めたりしてきたことについては「碧南市長としての公務とは一切関係ない」と回答した。今後の教団との関わりについては「憲法14条の法の下の平等という部分で、私がいい加減に扱うと、逆にそれでもって『市』が訴えられるというケースもあり得るので、国などによる調査結果を見て判断する」と述べた[54]。

- 2022年9月中旬から下旬にかけて、中京テレビは、愛知県の市町村長54人に対して、統一教会との関わりを尋ねるアンケートを実施。10月20日に回答の結果を公表した。犬山市長、北名古屋市長、刈谷市長の3人が「統一教会と何らかの関係があった」と回答し、全体の約3割に当たる16人が「統一教会の関連団体と何らかの関係があった」と回答した。そして54人中、禰冝田だけが回答を拒否した[56]。

- 2023年10月13日、盛山正仁文科大臣は統一教会に対する解散命令を東京地方裁判所に請求した[57]。これを受けて全国霊感商法対策弁護士連絡会（全国弁連）は同月、禰冝田に教団との関係について公開質問状を送付。質問状に対し禰冝田は「旧統一教会との関係で、市長として関係するものは一切ない」「私的事項に関するものは回答は控える」などと明確な回答を避けた[58]。

- 同年11月、全国弁連は禰冝田にこの年2度目の公開質問状を送付。禰冝田は再び、同様の趣旨を回答した[58]。

- 同年11月28日、市議会12月定例会が開会。CBCテレビの記者が全国弁連からの質問状に対する回答を求め、定例会に関する市長会見の会場に向かう禰冝田に取材すると、禰冝田は「映像（撮影）については、お断りさせていただく」「会見内容と関係のない質問をするなら、カメラの撮影は許可できない」と述べ、前年同様[37]、カメラ禁止を執拗に訴えた[7]。CBC側が市職員に「新聞は写真撮影しているのに、映像撮影ができない理由は何か」と問うと職員は「市長の希望で映像の方は、お断りしたい」と答えた。カメラマンを残し、記者だけが会場に入り、統一教会についてもう一度尋ねると、改めて「個人の活動」と答えた。また、解散命令請求ついては「裁判所によって正式な結論が出るまでは評価のしようがない」と答えた[7]。同日、禰冝田は報道各社の取材に応じた。ノーコメントを繰り返す禰冝田の態度をふまえ「市のトップがどんな人なのか市民にとっては関心事では」との質問が出ると、禰冝田は「最初の市長選挙の時も（教団の）話題が出たが、市民の皆さんも承知の上で私を選んでいただき、市の発展のために16年間やってきた。それ以外何もない」と語気を強めた[59]。

- 同年12月7日、山口春美市議は市議会本会議で、禰冝田が2021年6月20日開催のイベント「天の父母様聖会 神統一世界安着のための神日本第3地区 希望前進礼拝」に送ったビデオメッセージ[11][1]に言及。「市長の声と姿で語っている。これはあなたのものか」と問うと、禰冝田は「動画に私は一切関与していない。私のものではない。誰かが作った」と答弁した。山口は「公職者にあるまじき『反社会的な団体』に対する態度だ」として禰冝田に辞職を求めた[58][8]。

- 2025年2月5日、市政功労者を選ぶ表彰審査会が開かれた。表彰審査会は住民組織や商工団体、女性団体の各代表ら8人で構成されており、そのうち7人が出席した。碧南市は禰冝田ら18人の案を提出。審査会で審議が行われ、市の案どおりに可決された[60]。3月21日、碧南市は広報誌『広報へきなん』4月号を公表。同年4月5日に行われる市政77周年記念式典で表彰される市政功労者18人の名前と顔写真を掲載した[61]。その中に禰冝田が含まれていたことから、市民から「おかしい」「白紙化すべきだ」とする批判の声が届いた。市秘書課の担当者は中日新聞の取材に対し、「政治信条、信教で区別したことはなく、今回も変更するつもりはない」と答え、禰冝田本人は「内心、内面のことを批判されるのは理屈が分からない。辞退は考えていない。粛々と表彰を受ける」と述べた[62]。

### その他
- 2020年（令和2年）4月23日、新型コロナウイルス感染症の拡大に伴い、市内飲食店を応援するために「コロナに負けるな！碧南市飲食店応援プレミアム付食事券」を実施。額面1万円分を5,000円で販売した[63]。
- 同年11月16日、碧南市民病院の病床を319床から255床に2割削減する新たな大規模改修計画を明らかにした。また、西尾市民病院との経営統合協議を打ち切る方針を示した[64]。
- 祝福結婚した女性との間に6人の男子が生まれた。そのうち長男、次男、三男も統一教会に入信し、それぞれ合同結婚式で結婚した[1]。